# Cultura igbo
Cultura igbo (în igbo: Ọmenala ndị Igbo) reprezintă normele sociale, practicile și tradițiile poporului igbo. Aceasta cuprinde atât practicile arhaice cât și conceptele noi adăugate culturii igbo de evoluția culturală sau de influențe exterioare. Aceste obiceiuri și tradiții includ arta vizuală, muzica, dansurile, bucătăria și limba poporului igbo.

## Muzica

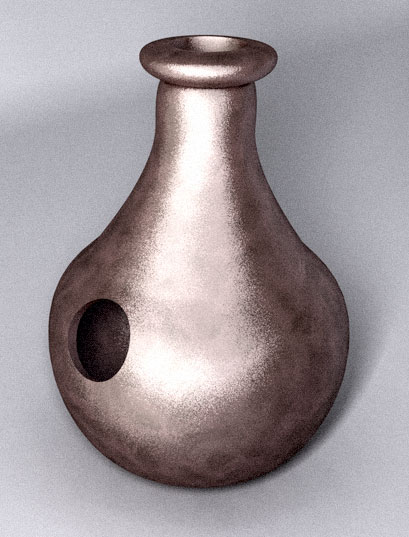
Un udu, un instrumet muzical specific culturii igbo

Poporul igbo are un stil muzical melodic și sinfonic. Instrumentele lor muzicale includ udu (cel din imagine), opi (un instrument asemanător cu un flaut), igba și ichaka.
O altă formă de muzică populară a poporului igbo este highlife ce este o fuziune dintre jazz și muzica tradițională. Highlife-ul igbo modern poate să fie observat în lucrările lui: 
- Prince Nico Mbarga
- Dr Sir Warrior
- Oliver De Coque
- Bright Chimezie
- Chief Osita Osadebe, unii dintre cei mai importanți muzicinei ai Highlife-ului igbo ce aparțin secolului al XX-lea. De asemenea mai există și alți artiști ai Highlife-ului igbo ca:
- Mike Ejeagha
- Paulson Kalu
- Ali Chukwuma
- Ozoemena Nwa Nsugbe.

## Arta vizuală

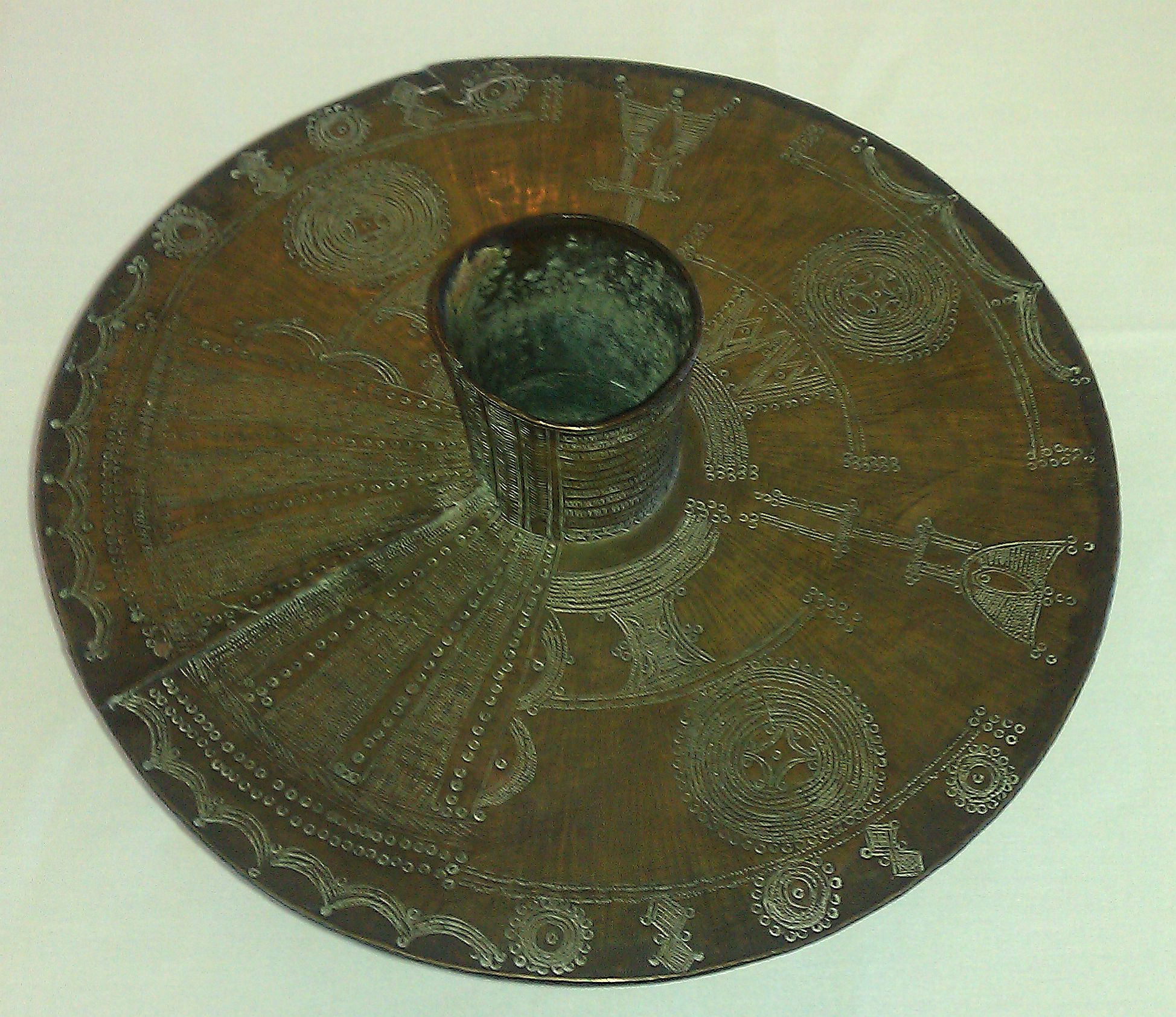
Brățară de alamă pentru gleznă, expusă la Galeria de Artă Wolverhampton

Arta vizuală igbo (în igbo: Ǹkà Igbo) este cunoscută pentru mascaradele ceremoniale, măștile și îmbrăcămințile ce simbolizează animale, oameni sau concepte abstracte. Arta igbo este cunoscută și pentru sculpturile în bronz din secolul al IX-lea, din orașul Igbo Ukwu.

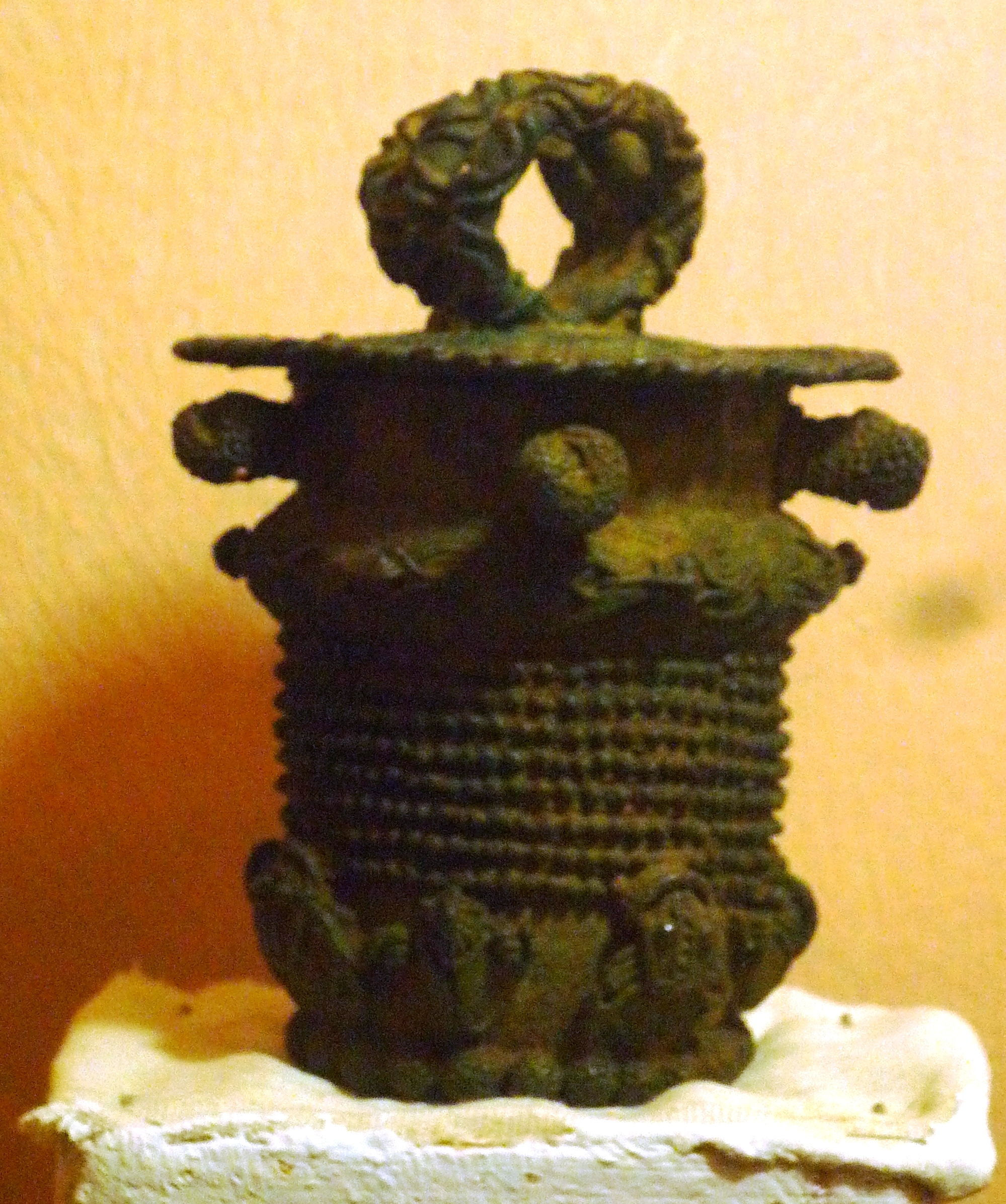
Oală ceremonială de bronz din secolul al IX-lea al culturii Igbo-Ukwu care este expusă la Muzeul Național al Nigeriei din Lagos
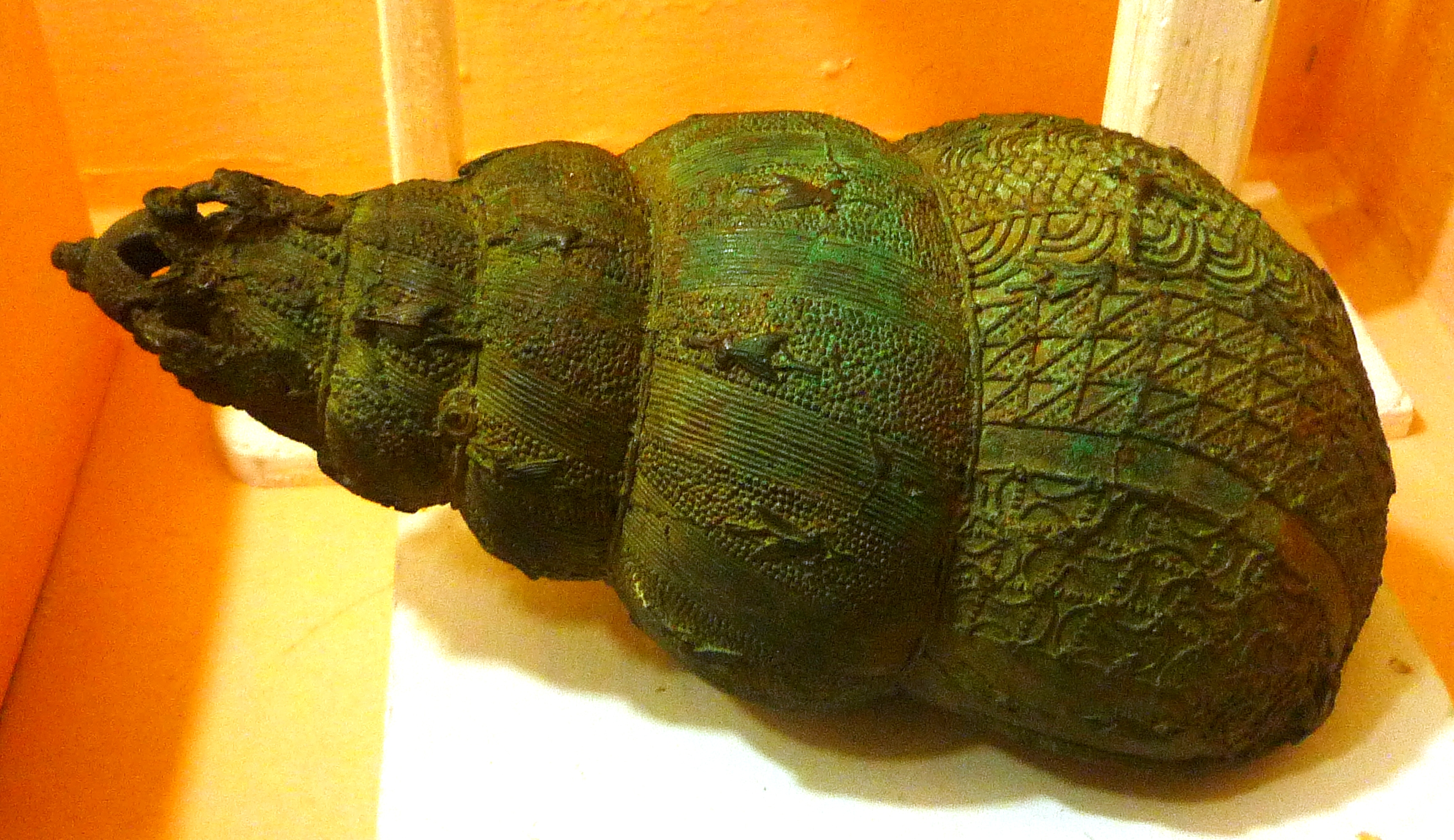
Vas ceremonial de bronz în formă de cochilie de melc din secolul al IX-lea al culturii Igbo-Ukwu
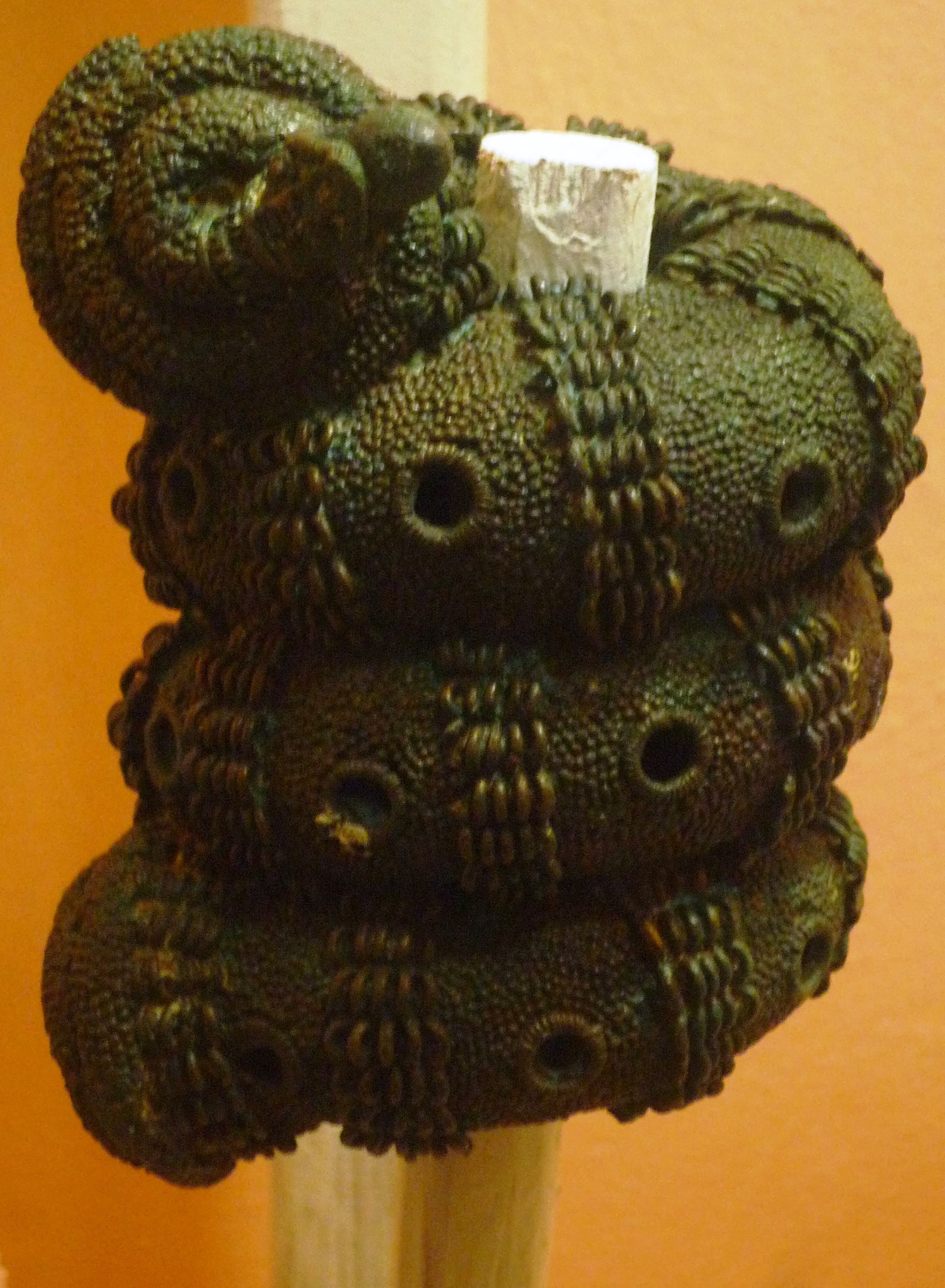
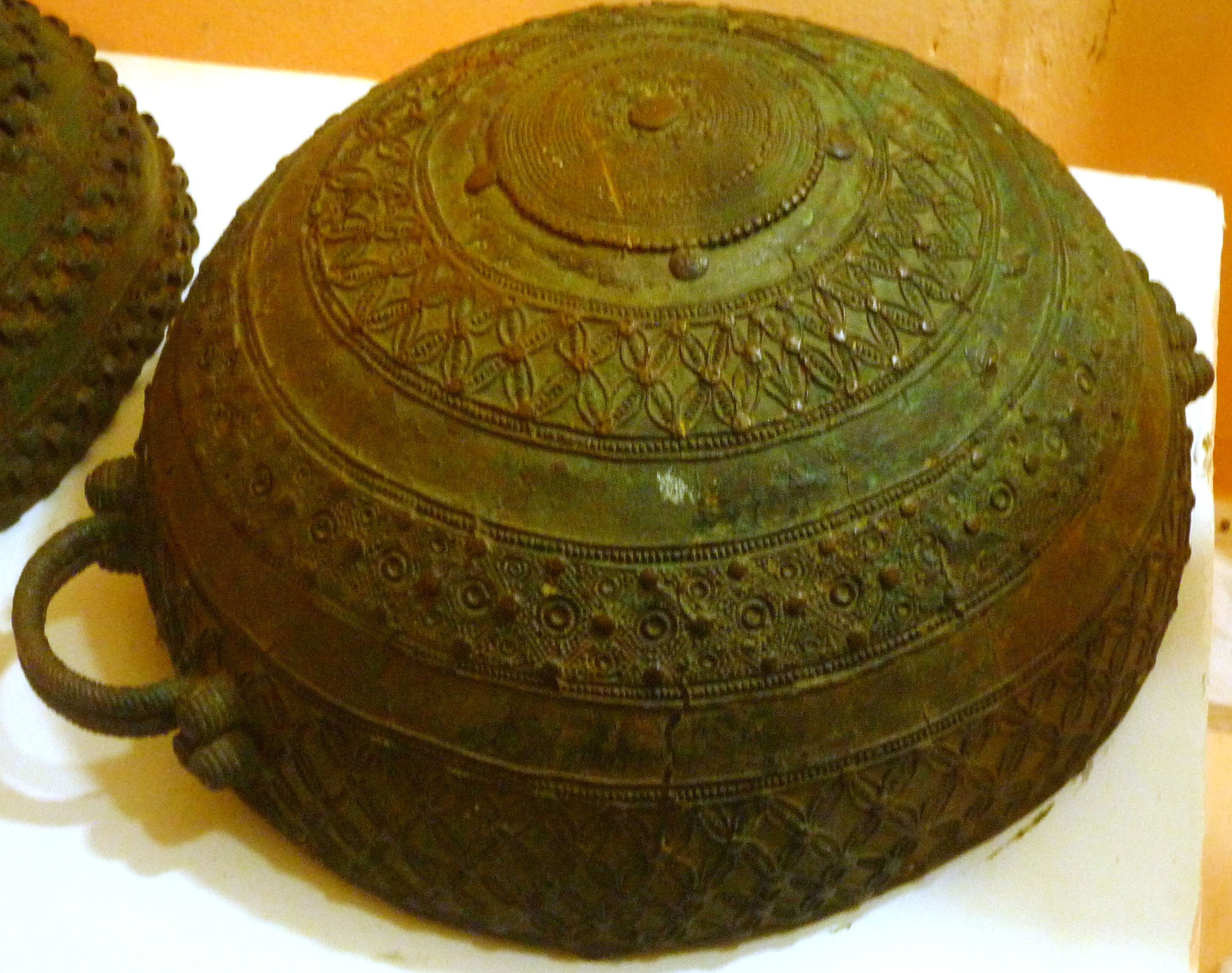
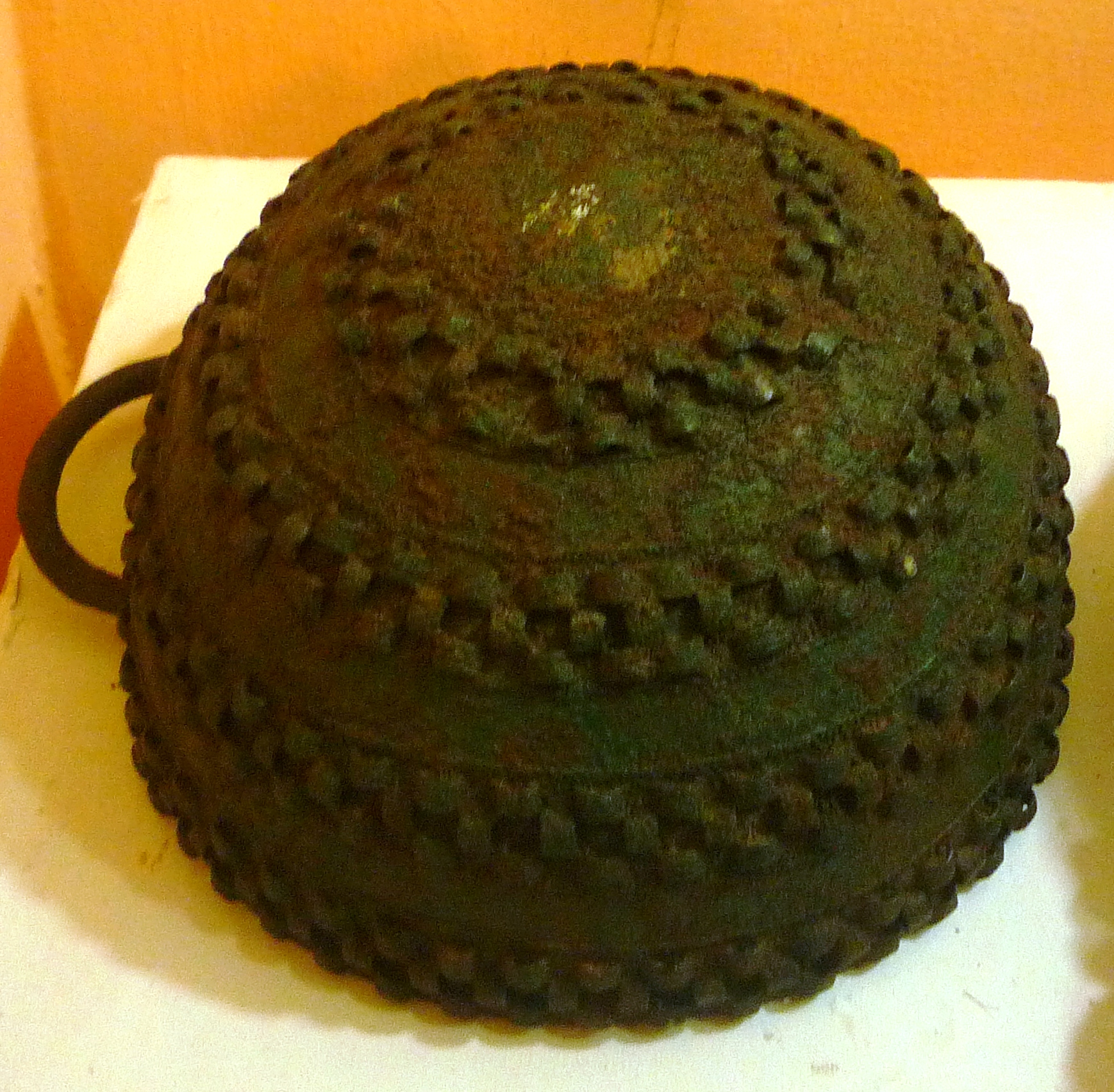
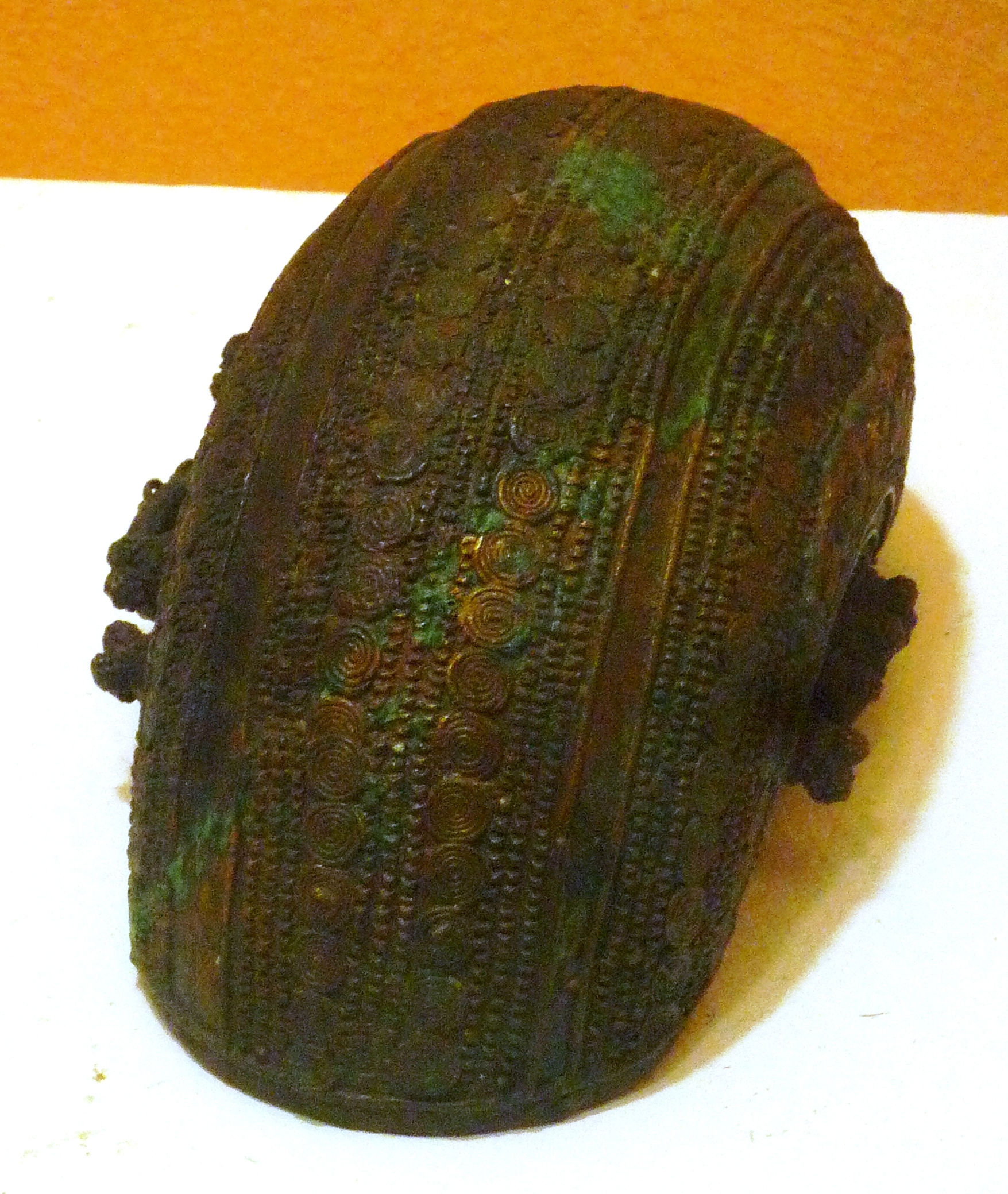
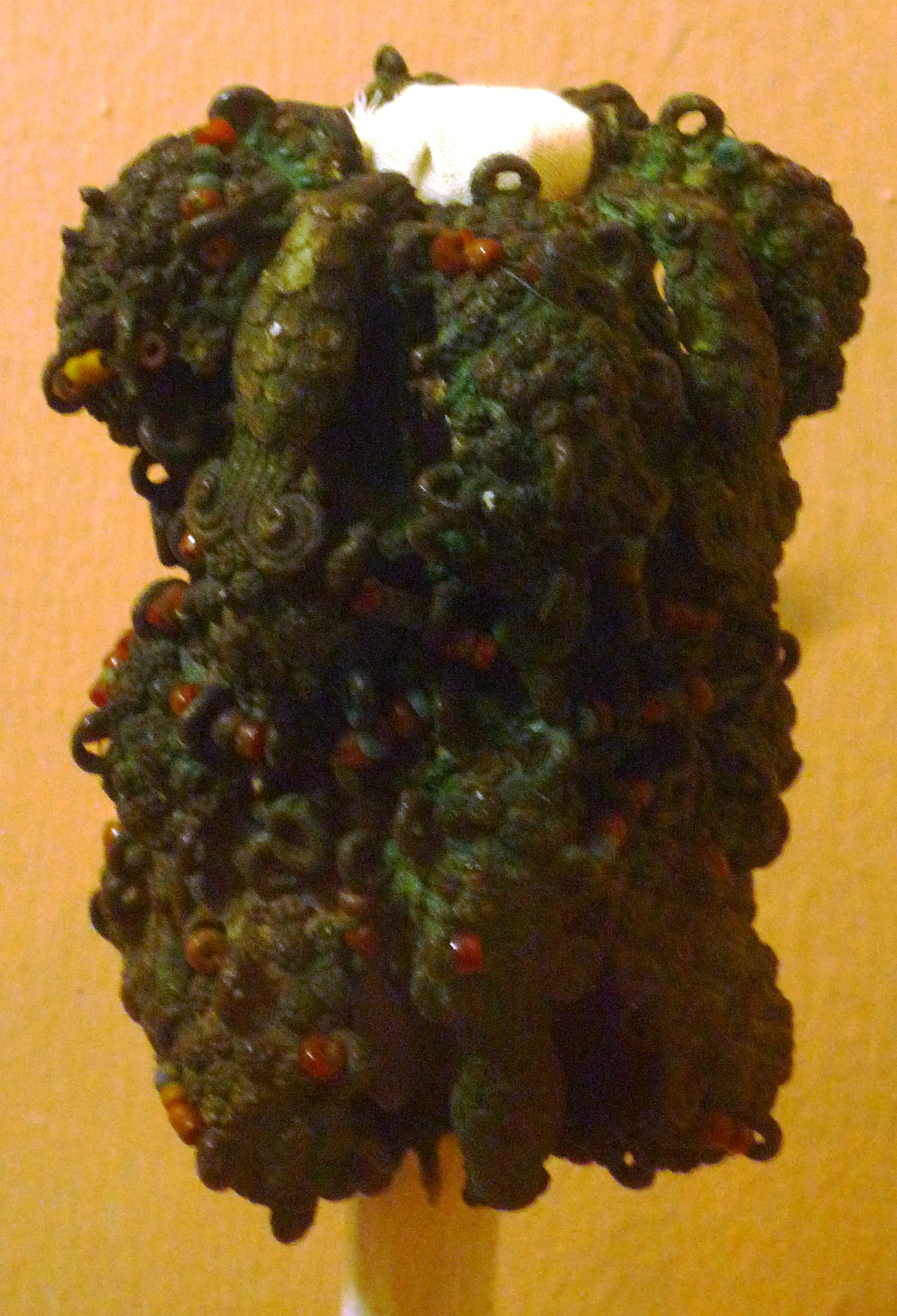
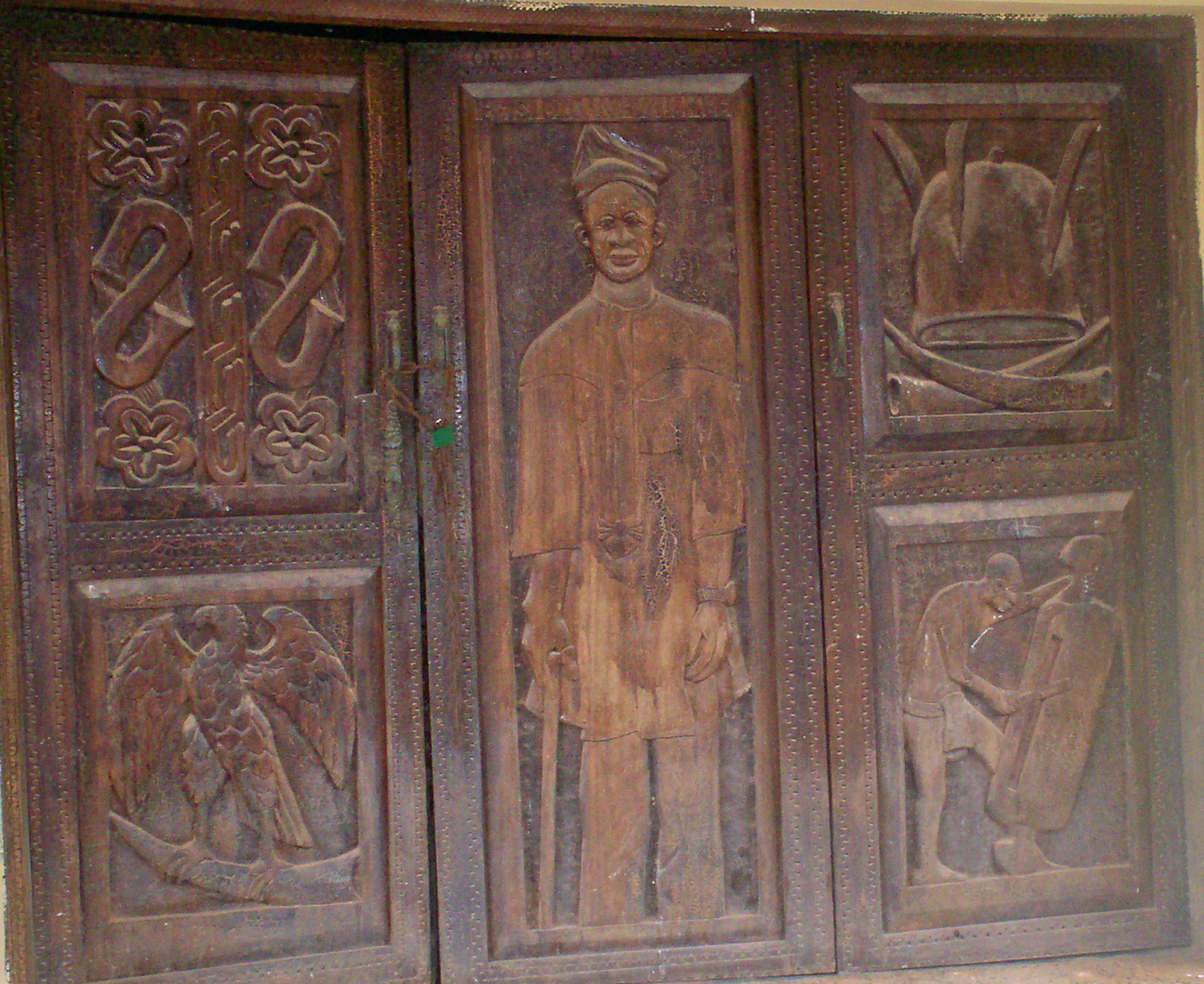
Ușa sculptată în stilul igbo din localitatea Awka-Etiti
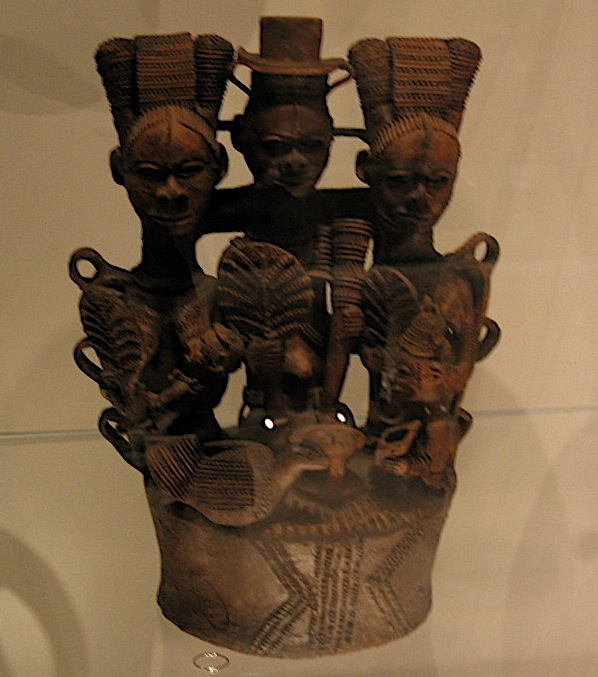
Altar igbo de ceramică dedicat festivalului noii igname

## Mitologia
Deși astăzi mulți oameni igbo sunt creștini, religia tradițională igbo este cunsocută ca Odinani. În mitologia igbo, zeul suprem este numit Chukwu (în traducere în limba română: „mare spirit”). Conform mitologiei igbo Chukwu a creat lumea și este asociat cu toate lucrurile de pe Pământ. De asemenea Chukwu este o divinitate solară. Din perspectiva religiei igbo, cosmosul este împărțit în 4 mari părți:
- Okike (Creația)
- Alusi (Forțe și Divinități Supranaturale)
- Mmuo (Spirit)
- Uwa (Lumea)

## Ignama
Ignama este foarte importantă pentru poporul igbo ca mâncare de bază a lor. Oamenii igbo sărbătoresc Festivalul noii igname (în igbo: Iri Ji).